# Tome of the Unknown
Tome of the Unknown: Harvest Melody, zazwyczaj skracane do Tome of the Unknown – krótkometrażowy film animowany z 2013, stworzony przez Patricka McHale’a i wyprodukowany przez Cartoon Network Studios. Posłużył jako inspiracja i pilot miniserialu Po drugiej stronie muru, który miał premierę w 2014. W filmie, którego narratorem jest Warren Burton, Wirt, jego brat Gregory i Beatrice (ptak z rodzaju Sialia) podążają do wielkiego miasta w poszukiwaniu tajemnej księgi wszystkich znanych rzeczy, po drodze spotykając warzywnego człowieka.
Początkowo McHale przedstawił pomysł Cartoon Network jako trzysezonowy serial telewizyjny, ale został poproszony o przekształcenie go w film pełnometrażowy dla planowanego działu filmów fabularnych Cartoon Network. Zadanie sprawiło mu kłopot. ostatecznie projekt została zawieszony, gdy McHale zaczął pracować nad Porą na przygodę!. Kilka lat później Cartoon Network poprosiło McHale’a o kolejny pomysł. Wtedy przekuł swój zamysł na Tome of the Unknown, który został zaakceptowany jako pilot i przekształcony w film krótkometrażowy. Tome of the Unknown wyświetlono w 2013 na festiwalach filmowych, gdzie otrzymał kilka wyróżnień.

## Fabuła
Wirt, jego brat Gregory, żaba należąca do Gregory’ego i Beatrice - ptak z rodzaju Sialia obdarzony umiejętnością mowy, wędrują przez las Unknown. Poszukują księgi pt. The Tome of the Unknown. Według legendy zawiera ona każdą zagubioną rzecz. Czując zmęczenie długim marszem, Gregory proponuje towarzyszom, aby pojechali na gęsi. Wirt wątpi, że znajdą wystarczająco dużą, która mogłoby ich unieść. Gregory odłącza się od grupy i znajduje samochód zbudowany z warzyw. Odkrycie fascynuje i zadziwia Wirta. Właścicielem auta jest warzywny humanoid John Crops, posiadający zdolności muzyczne. Użala się nad swoją samotnością, pragnąc, jak inni, udać się do miasta. W zamian za zatrzymanie samochodu Wirt oferuje Cropsowi, że zawiezie go do miasta, gdzie ten szczęśliwie odnajdzie bratnią duszę. Podczas jazdy atakuje ich stado wron, co zmusza Wirta do skręcenia w pole kukurydzy. Uderza w stracha na wróble, uszkadzając samochód. Crops przedostaje się przez zarośla i ujawnia podróżnym, że dotarli do „wielkiego miasta”. Ich oczom ukazuje się staroświecka wiejska społeczność. Gdy Wirt i Beatrice podejmują próbę naprawy pojazdu, Gregory i Crops zwiedzają miejscowy festiwal. Wtedy John poznaje kobietę z kapusty, po czym za namową Grega, dołącza do zespołu muzycznego, którego jeden z muzyków jest niedysponowany. Tymczasem Wirt i Beatrice naprawili samochód i pojechali na festiwal. Strach na wróble, podtrzymywany wcześniej przez auto, upada, co powoduje atak ptaków na wioskę. W czasie ucieczki Gregory ucieka w pole kukurydzy. Jego przenikliwy krzyk odstrasza zwierzęta. Towarzysze odnajdują go. Gregory krzyczy z radości, ponieważ odnalazł odpowiednio dużą gęś, na której grzbiecie mogą odbyć dalszą podróż. John Crops wraca ze swoją ukochaną do domu, natomiast główni bohaterowie na grzbiecie gęsi jadą dalej.

## Obsada
- Warren Burton – Narrator
- Elijah Wood – Wirt
- Collin Dean – Gregory
- Natasha Leggero – Beatrice
- C.W. Stoneking – John Crops

## Produkcja
Reżyserem i scenarzystą Tome of the Unknown był Patrick McHale. Niedługo po ukończeniu college’u mężczyzna przedstawił pomysł filmu Cartoon Network. W tym czasie sieć zastanawiała się nad utworzeniem działu filmów fabularnych, choć nigdy nie doszło to do skutku. Autor został zapytany, czy możliwe byłoby przekształcenie Tome of the Unknown w film pełnometrażowy. McHale uważał jednak, że historia powinna być opowiedziana w trzysezonowym serialu. Projekt został włożony do szuflady, gdy McHale został zatrudniony jako dyrektor kreatywny przy produkcji Pora na przygodę!, również spod znaku Cartoon Network.
Około 2011 sieć poprosiła McHale’a o przedstawienie nowego pomysłu. Zmodyfikował więc swój pierwotny pomysł. Chociaż nakręcił kilka krótkich filmów studenckich i pracował nad animacjami dla innych podmiotów, nigdy nie stworzył samodzielnego dzieła. W rezultacie McHale nie spodziewał się, że sieć zgodzi się na więcej niż krótkometrażową produkcję. Projekt został pozytywnie przyjęty, ponadto animator otrzymał zgodę na stworzenie z niego miniserialu.
Początkowo serial miał składać się z osiemnastu odcinków, ale ze względu na ograniczenia czasowe, skrócono go do dziesięciu epizodów. Fabuła została zmodyfikowana względem Tome of the Unknown i zatytułowana Po drugiej stronie muru. W marcu 2014 zapowiedziano premierę na jesień tego roku. Nick Cross, który pracował jako malarz tła wraz z projektantem oprawy graficznej Chrisem Tsirgiotisem w Tome of the Unknown, zostali zatrudnieni jako dyrektorzy artystyczni serialu.

## Nagrody
Tome of the Unknown zostało zaprezentowane na kilku festiwalach filmowych, między innymi podczas 20. edycji Austin Film Festival i International Children’s Film Festival w Museum of Fine Arts w Bostonie. Na Ottawa International Animation Festival produkcja zdobyła wyróżnienie jako jedna z najlepszych krótkich animacji dla dzieci. W grudniu 2014, podczas 29. edycji Santa Barbara International Film Festival, krótkometrażówkę uhonorowano Bruce Corwin Award. Nick Cross i Chris Tsirgiotis zdobyli nagrody Emmy za najlepsze indywidualne osiągnięcie w animacji na 67. rozdaniu Primetime Creative Arts Emmy Awards.